# Ордановский, Георгий Владимирович
Гео́ргий Влади́мирович Ордановский (2 октября 1953, Ленинград, СССР — 13 января 1984, Семрино, Ленинградская область, СССР) — советский рок-музыкант, автор песен и лидер группы «Россияне».

## Биография
Георгий Ордановский впервые взял гитару в руки в 13-летнем возрасте под влиянием «The Beatles» и вскоре поступил в музыкальную школу. В 1970 году написал свою первую песню на русском языке под названием «Боги». С 1971 по 1983 год написал более ста песен. 
«Россияне» — одна из первых отечественных групп, которая исполняла собственные песни. 27 апреля 1969 года «Россияне» дали свой первый концерт в ленинградском кафе «Эврика». В 1971 году в коллектив пришёл автор, гитарист и вокалист Георгий Ордановский, который вскоре стал основным автором песен и лидером группы. К концу 1974 года в репертуаре «Россиян» стал преобладать материал Ордановского.
Ордановский прогрессировал как автор песен. Его лучшие номера — «Будет день» («Кто не с нами, тот против нас»), «Да поможет нам рок!», «Кровавый дождь», «О, какой день!», «Канарейки», «Карусель», «Придорожный лопух», «О мерзости» и т. п.
В мае 1983 года группа выступила на I фестивале Ленинградского Рок-клуба. В середине лета 1983 года «Россияне» на своей репетиционной базе в течение пяти месяцев  готовили новую программу из ещё не игравшихся песен Ордановского. Премьера была намечена на 19 февраля 1984 года, но состояться ей не было суждено.
13 января Ордановский вместе с друзьями поехал за город отмечать Старый Новый год, где пропал без вести в районе поселка Семрино. «Россияне» не смогли перенести эту потерю, и группа распалась.
10 мая 2001 года Федеральный суд Красносельского района Санкт-Петербурга вынес решение о признании Георгия Ордановского умершим, но факт его смерти до сих пор не доказан.
Первый «Мемориал Россиян» прошёл в Петербурге в 1987 году. Второй — в январе 1988 года в ДК Железнодорожников. 5 мая 1990 года в петербургском СКК был проведен самый масштабный концерт памяти Георгия Ордановского, организованный музыкантами группы «Пикник», с участием друзей Ордановского — Майка Науменко, Владимира Рекшана, Юрия Шевчука, группы «Мифы» и др. Последний на сей день мемориал состоялся в сентябре 1999 года в ДК им. Ленсовета.
С 2001 по 2025 годы в Санкт-Петербурге проходит ежегодный рок-фестиваль памяти Георгия Ордановского «Окна открой». Генеральный продюсер фестиваля — экс-барабанщик «Россиян» Евгений Мочулов.

## Фильмы об Ордановском
- 2013 — «Вспоминая Жору Ордановского», документальный фильм (режиссёр Дмитрий Фетисов)[3]

## Участие в фестивалях
- 1981 год, март — открытие Ленинградского рок-клуба
- 1981 год, май — фестиваль политической песни в Вильнюсе
- 1982 год, апрель — фестиваль «Opus 82», Вильнюс
- 1983 год, май — I фестиваль Ленинградского рок-клуба (3 место)
- 1983 год, июль — рок-фестиваль в Выборге

## Статьи по теме
- Троицкий А. К.  Рок в СССР. М., 1991. — с. 122
- Зайцев Г. Б. Георгий Ордановский и его Россияне.
- «Россияне» // Андрей Бурлака. Rock-n-Roll.ru. Энциклопедия
- Когда пропал Жора Ордановский?
- Биография группы «Россияне» Архивная копия от 12 июня 2021 на Wayback Machine
- Интервью Г. Ордановского журналу «Рокси» Архивная копия от 31 мая 2010 на Wayback Machine
- «Конец главы» — статья о «Мемориале Ордановского» в СКК (1990)
- Сайт фестиваля «Окна открой» Архивная копия от 6 августа 2010 на Wayback Machine
- Противопоставление обществу как творческий метод Георгия Ордановского Архивная копия от 4 марта 2016 на Wayback Machine
- Павел Крусанов, Наль Подольский, при участии А. Хлобыстина и С. Коровина. Беспокойники города Питера. — Санкт-Петербург: Амфора, 2006. — С. 9-32. — 302 с. — ISBN 5-367-00173-4.